# Franciszak Alachnowicz
Franciszak Alachnowicz (Franciszek Olechnowicz) biał. Францішак Аляхновіч, ps. „Юры Монвід/Jury Monwid” (ur. 9 marca 1883 w Wilnie, zm. 3 marca 1944 tamże) – białoruski publicysta, pisarz, reżyser teatralny oraz działacz kulturalny i narodowy.

## Życiorys
Ojciec Franciszka Alachnowicza był muzykiem; grał na skrzypcach. 
Franciszak Alachnowicz uczył się w Wilnie w gimnazjum, a następnie szkole chemiczno-technicznej. W 1903 r. przyjechał do Krakowa, gdzie został wolnym słuchaczem na wydziale literacko-historycznym uniwersytetu. Od 1904 r. uczęszczał w Warszawie do szkoły dramatycznej istniejącej przy Towarzystwie Muzycznym. Naukę skończył w 1907 r., po czym pracował w teatrach. 
W 1908 r. powrócił do Wilna. Pracował w redakcji pisma satyrycznego „Perkunas”. Zaangażował się wówczas w działalność białoruskiego ruchu narodowego. 12 lutego 1910 r. uczestniczył w pierwszym wieczorze białoruskim, podczas którego wystawił sztukę Pa rewizii i sam w niej zagrał. Współtworzył pierwszy białoruski teatr. Z powodu antypaństwowych artykułów w „Perkunasie” rosyjskie władze wszczęły przeciwko niemu śledztwo. Dlatego wyjechał znowu do Krakowa, pracując jako aktor w teatrach w mieście i innych miastach Galicji. Występował pod pseudonimem Jury Mondiw. Po ogłoszeniu amnestii w Rosji w 1913 r. powrócił do Wilna. Napisał swoją pierwszą sztukę teatralną Na Antokali. W 1916 r. został przewodniczącym dramatycznego koła przy Klubie Białoruskim. Był autorem kolejnych sztuk teatralnych Na wioscy, Butrym Niamira, Mańka, Bazyliszak, Kaliś. W czerwcu 1918 r. przybył do Mińska, gdzie podjął pracę w teatrze prowadzonym przez Uładzimiera Hałubkę. Napisał w tym czasie powieść Czort i baba, dramaty Strachi żyćcia i Dziadźka Jakub oraz broszurę Teatar na wioscy. Wiosną 1919 r. powrócił do Wilna. Zaczął wydawać gazetę „Biełaruskaje żyćcio” i zakładać teatr. Jednakże wkrótce znowu pojechał do Mińska, zostając dyrektorem i reżyserem białoruskiego teatru, założonego przez polskie władze. Pisał artykuły do pisma „Paulinku”. 
W lipcu 1920 r. wraz z Polakami z mińszczyzny ewakuował się do Wilna. Napisał wówczas sztuki teatralne Ptuszynaje szczaście i Niaskonczanaja drama. Próbował też zorganizować białoruski teatr. W 1921 r. współorganizował Towarzystwo Szkoły Białoruskiej. W latach 1921–1923 redagował pismo „Biełaruski zwon”. W 1922 r. napisał sztukę teatralną Szczaśliwy muż, w 1923 r. – komedię Pan Ministar, w 1924 r. – powieść Biełaruski teatar, zaś w 1925 r. – dramaty Mańkahodzie i Dryhwahodzie. Zajmował krytyczne stanowisko wobec polityki władz II Rzeczypospolitej. W listopadzie 1926 r. brał udział w Mińsku w akademickiej konferencji dotyczącej reformy białoruskiego teatru. Postanowił pozostać na terenie Białoruskiej SRR i wystąpił o obywatelstwo ZSRR. Został literackim kierownikiem w Witebsku. W 1927 został jednak aresztowany i skazany na karę 10 lat pozbawienia wolności w łagrze. Przebywał 7 lat na Sołowkach. Staraniem przyjaciół w Polsce, został wymieniony przez rząd polski na aresztowanego białoruskiego komunistę Bronisława Taraszkiewicza, przekazanego Sowietom. Ponownie zamieszkał w Wilnie. Był autorem wspomnień z pobytu w łagrach pt. U kipciuroch HPU (Wilno 1935). Były one też wydane w innych językach. Pisał artykuły do polskiej gazety „Słowo”.

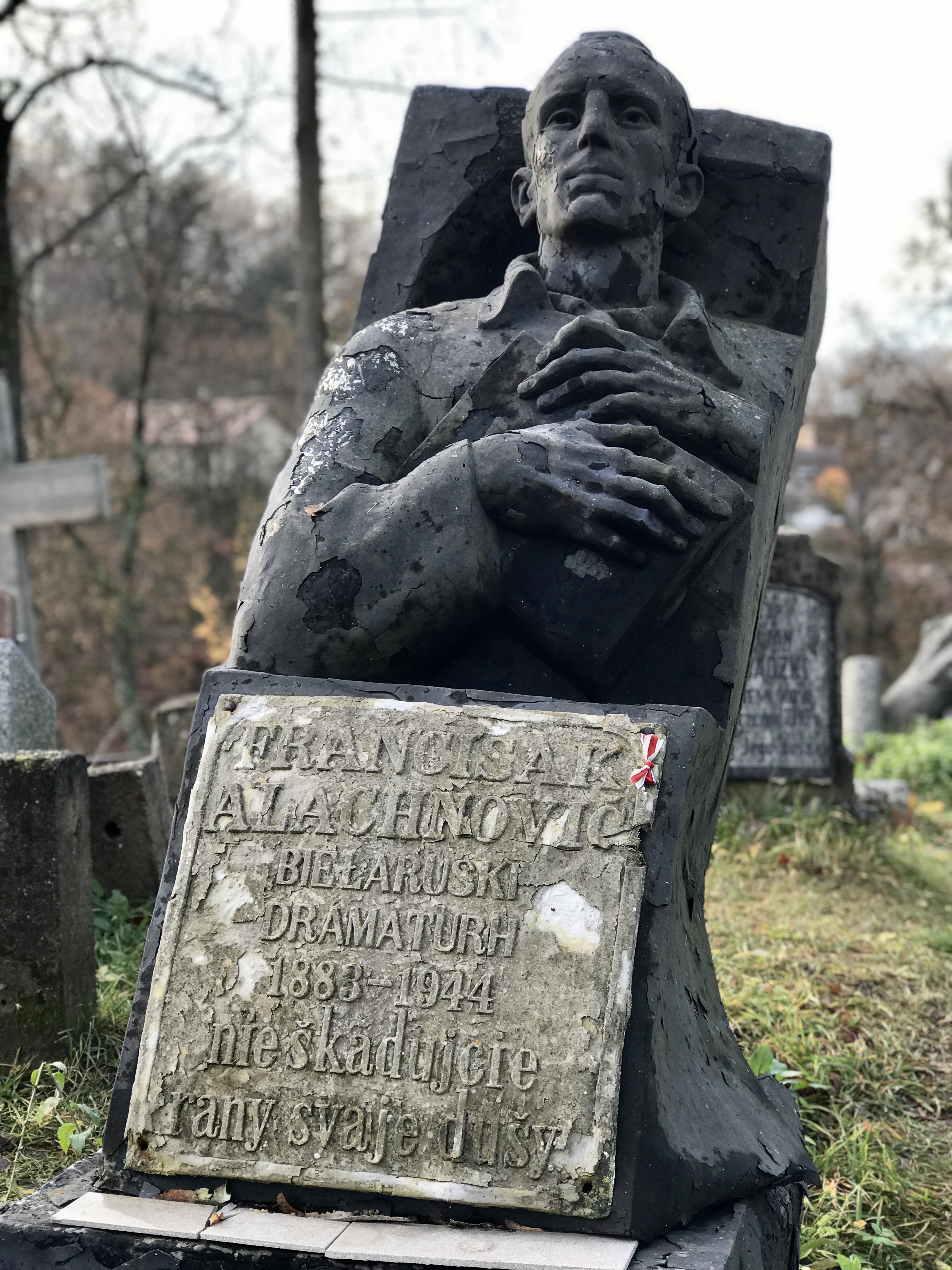
Nagrobek Franciszka Alachnowicza na cmentarzu na Rossie w Wilnie

W okresie II wojny światowej podjął współpracę z Niemcami. Cały czas mieszkał w okupowanym Wilnie. W latach 1942–1944 redagował pismo „Biełaruski hołas”. W 1942 wydał sztukę teatralną Na Antokali, zaś w 1943 – komedię Kruci nie kruci — treba pamiarci. Jednocześnie działał w Białoruskiej Partii Niepodległościowej, zostając naczelnikiem jej wileńskiego komitetu okręgowego. Blisko współpracował z księdzem Wincentym Godlewskim, innym narodowym działaczem białoruskim. 3 marca 1944 został zamordowany w Wilnie. Sprawcy jego śmierci do dziś pozostają nieznani; mógł to być ktoś z Armii Krajowej, sowieccy partyzanci, agenci NKWD, a być może sami Niemcy.

## Upamiętnienie
Imię Franciszka Alachnowicza zostało nadane nagrodzie, wręczanej przez Białoruskie Społeczne Towarzystwo Ochrony Zabytków, która przyznawana jest za działalność, skierowaną na upamiętnienie ofiar represji stalinowskich. Laureatami nagrody mogą zostać aktywiści społeczni, działacze kultury i sztuki, historycy, regionaliści, pisarze i publicyści.